# Mordechai Nurock
Rabbiner Dr. Mordechai Nurock (hebraisk: מרדכי נורוק, født Markus Nurock; 7. november 1879 – 8. november 1962) var en jødisk politiker og minister, som tjente i både Letlands og Israels parlamenter. Han var også Israels første minister for postale tjenester (i dag kendt under titlen kommunikationsminister), skønt han kun havde posten i knap to måneder.
Nurock blev født i Tukums i Guvernement Kurland i Det Russiske Kejserrige (i dag i Letland), og studerede på universiteter i både Rusland, Tyskland og Schweiz, og tog en ph.d. i filosofi. Han var også ordineret som rabbiner, og afløste sin far som rabbiner i Mitau i 1913 før han flyttede til Rusland i 1915.
Som zionist var Nurock delegeret ved den sjette zionistiske kongres i 1903 og hjalp jødiske flygtninge under 1. verdenskrig. Han sluttede sig til den Al-russiske Jødiske Komité og etablerede en religiøs jødisk gruppe, kendt som "Tradition og Frihed".
I 1921 vendte han tilbage til et uafhængigt Letland, og det følgende år blev han valgt til Saeima, og blev leder af mindretallenes blok. Han var medlem af Saeima indtil det opløstes ved et statskup i 1934.
Efter Sovjetunionens besættelse af Letland i 1940 forvistes han til Turkmenistan på grund af hans zionistiske aktiviteter. Hans kone og to børn blev dræbt under Holocaust, og Nurock foretog aliyah til Mandatområdet i Palæstina i 1947. Han blev hurtigt involveret i politik, tilsluttede sig Mizrachi og blev valgt til det første Knesset i 1949 på Forenede Religiøse Fronts liste (en alliance bestående af Mizrachi, Hapoel HaMizrachi, Agudat Israel og Poalei Agudat Yisrael). Nurock genvalgtes i 1951, og han blev den første minister for postale tjenester i David Ben-Gurions tredje regering den 3. november 1952. I december 1952 stod han som kandidat til præsidentvalget, som blev afholdt efter Chaim Weizmanns død. Nurock blev dog kun nummer to i valget, et valg som Mapais Yitzhak Ben-Zvi vandt. Senere på måneden kollapsede regeringen og en ny regering undtaget Mizrachis ministre blev nedsat den 24. december, hvilket resulterede i, at Nurock mistede sin plads i ministerkabinettet.
Nurock genvalgtes i 1955 (på hvilket tidspunkt Mizrachi var fusioneret ind i det Nationale Religiøse Parti), 1959 og 1961, hvor han tjente indtil sin død den 8. november 1962. Han blev erstattet af Shalom-Avraham Shaki.